# Мадалена-ду-Мар
Мадалена-ду-Мар (порт. Madalena do Mar) — район (фрегезия) в Португалии, входит в округ Мадейра. Расположен на острове Мадейра. Является составной частью муниципалитета Понта-ду-Сол. Население составляет 687 человек на 2001 год. Занимает площадь 2,30 км².